# Villetelle
Villetelle (okzitanisch Vilatèla) ist eine französische Gemeinde mit 1.698 Einwohnern (Stand: 1. Januar 2022) im Département Hérault in der Region Okzitanien. Sie gehört zum Arrondissement Montpellier und ist Mitglied im Gemeindeverband Lunel Agglo. Die Einwohner werden Villetellois und Villetelloises genannt.

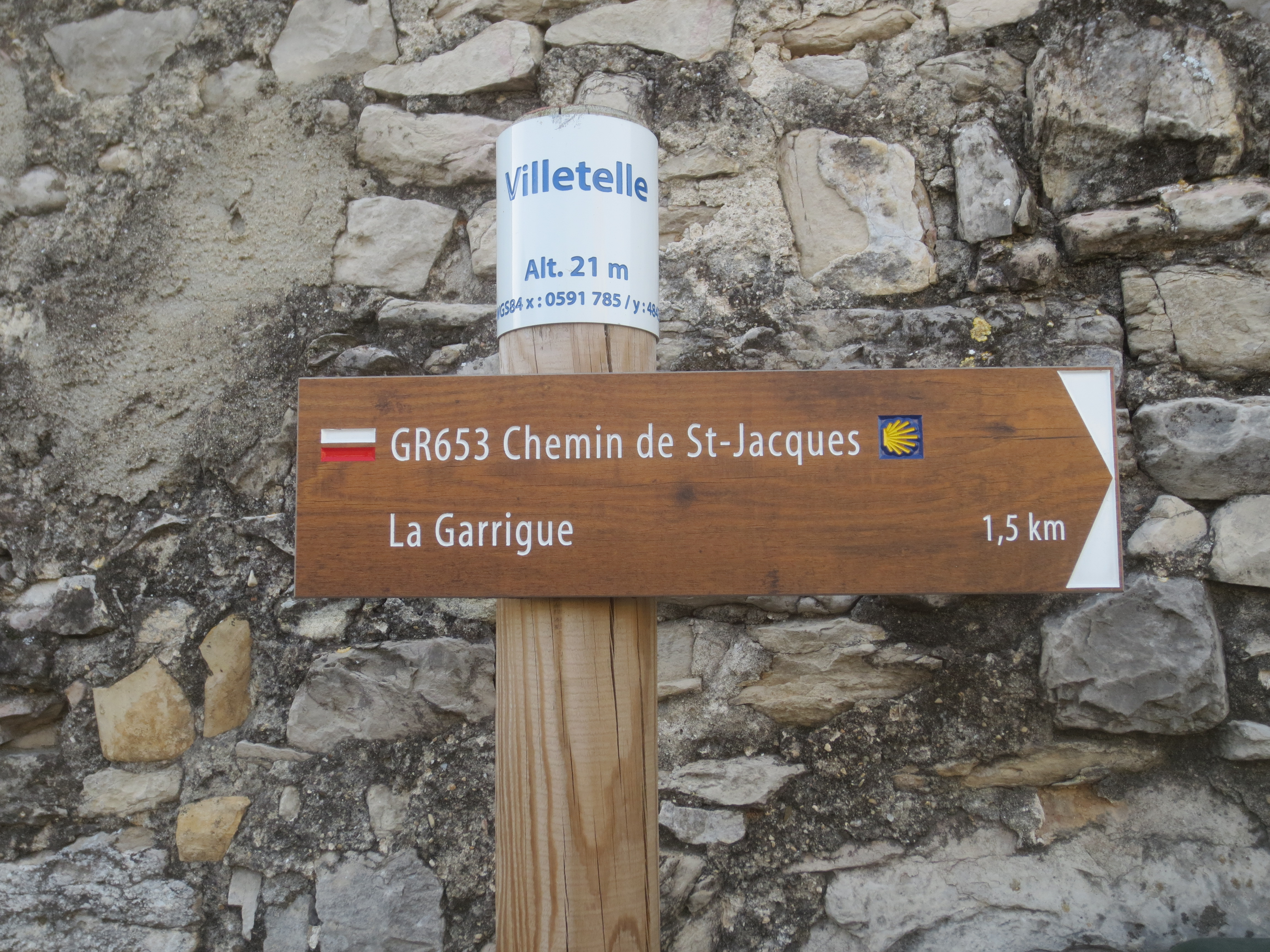
Hinweisschild auf den Jakobsweg

Der Fernwanderweg GR 653 von Dourgne nach Toulouse durchquert das Gemeindegebiet. Er folgt der Via Tolosana, einem der vier Jakobswege in Frankreich.

## Geografie

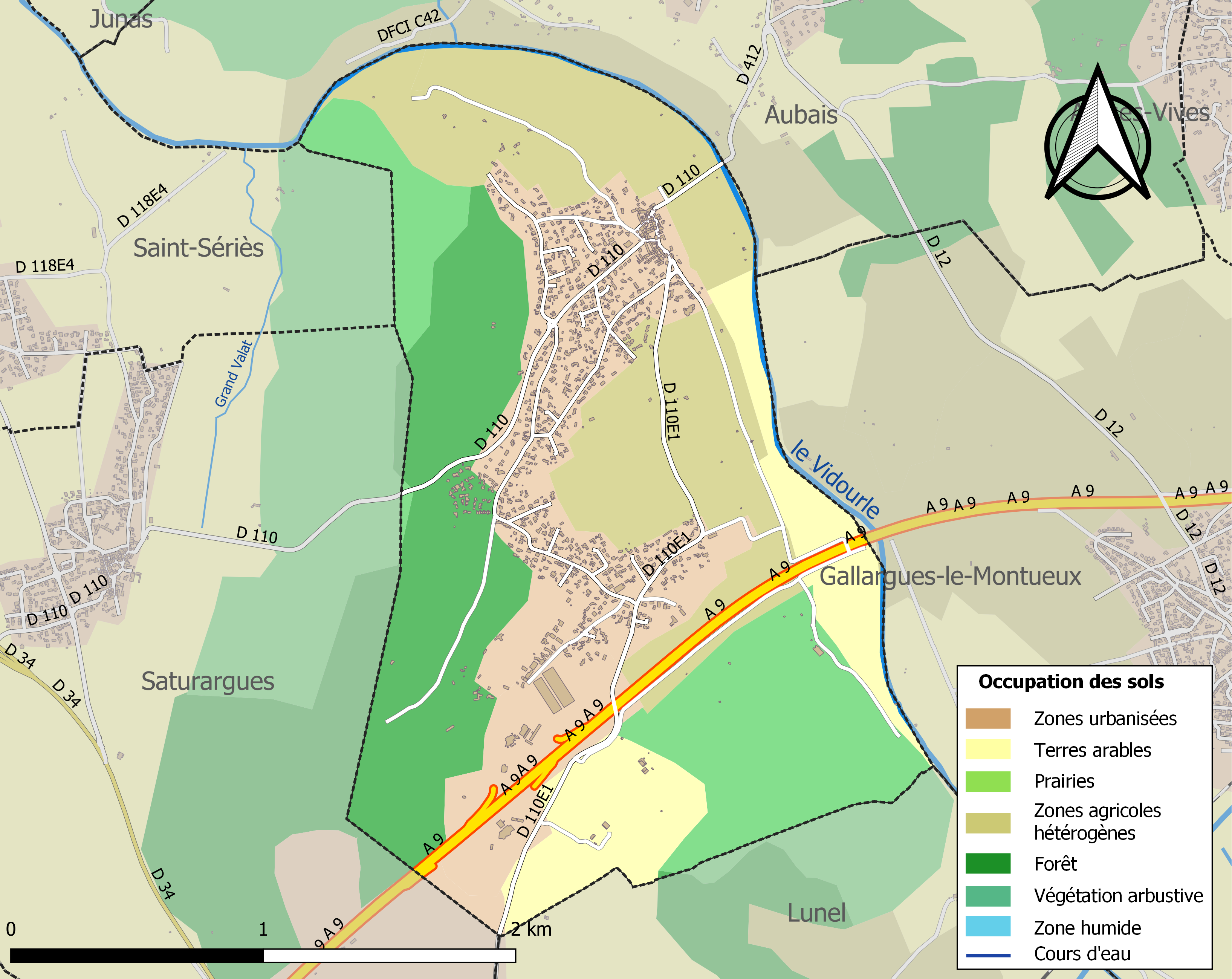
Bodennutzung, Hydrografie und Infrastruktur der Gemeinde (2018)

Villetelle liegt am östlichen Rand des Départements an der Grenze zum benachbarten Département Gard, etwa 25 Kilometer nordöstlich von Montpellier und etwa 21 Kilometer südwestlich von Nîmes an der Vidourle, die die Gemeinde im Norden und Osten begrenzt.
Das Gebiet von Villetelle ist Teil des insgesamt 209 Hektar großen, im Jahre 2017 ins Leben gerufenen Natura 2000-Schutzgebiets „Le Vidourle“ (FR9101391) und von drei ZNIEFF-Naturzonen. Etwa 39 % der Fläche der Gemeinde werden landwirtschaftlich genutzt, 18,5 % sind bewaldet, bebautes Gelände hat einen Anteil von etwa 18 %.
Umgeben wird Villetelle von den fünf Nachbargemeinden:
| Saint-Sériès | Aubais (Gard)                               |                               |
|              | Kompassrose, die auf Nachbargemeinden zeigt | Gallargues-le-Montueux (Gard) |

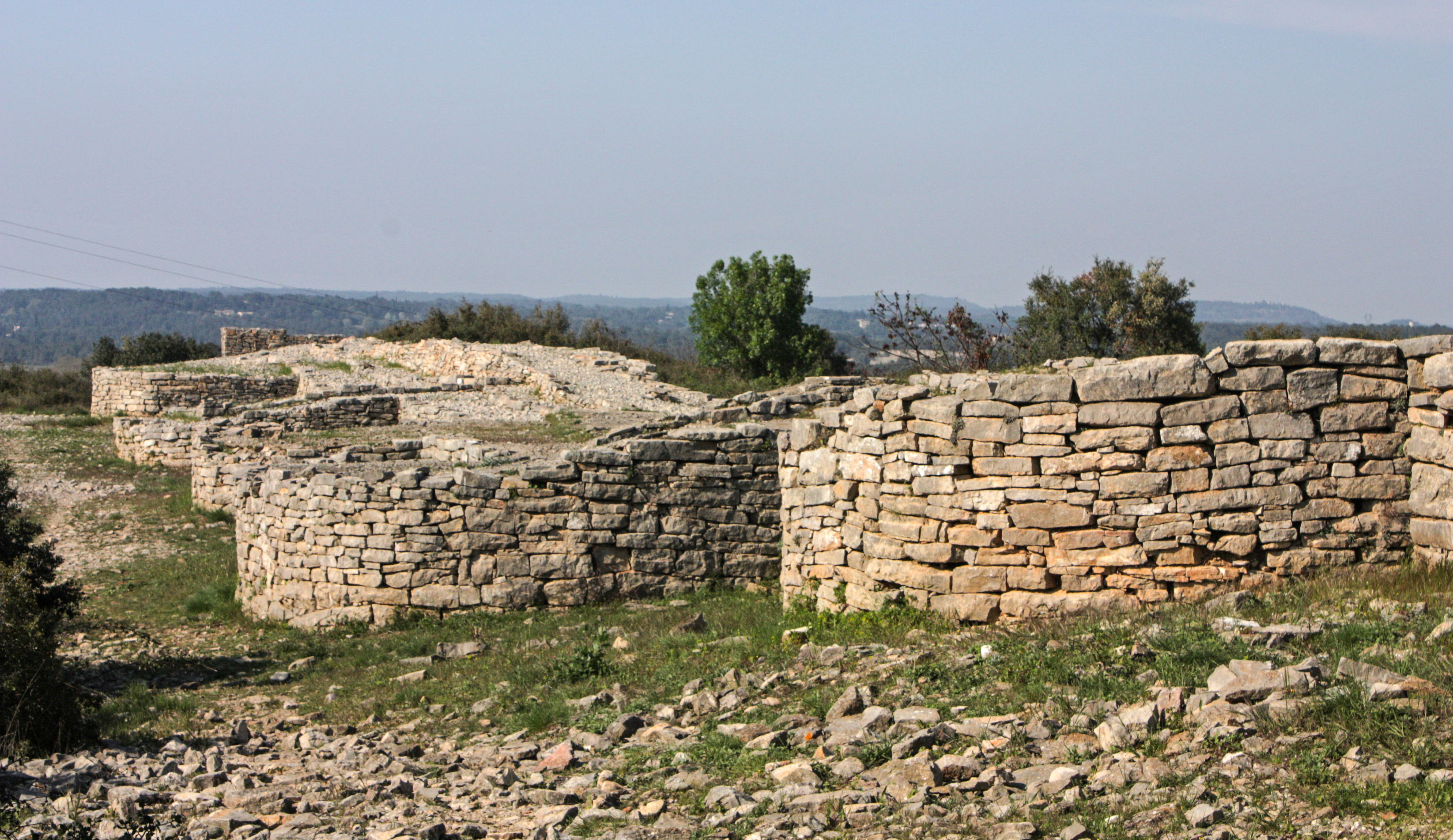
Außenmauer des Oppidum Ambrussum

| Saturargues  | Lunel                                       |                               |

## Geschichte
Die Geschichte von Villetelle ist nur wenig erforscht; die etwa 550 m südöstlich des heutigen Ortes befindliche Römersiedlung (oppidum) Ambrussum lag ehemals an der Via Domitia, der Hauptverbindung zwischen Italien und den römischen Provinzen Gallia Narbonensis und Tarraconensis. Die heutige Pfarrkirche stammt aus dem späten 12. oder beginnenden 13. Jahrhundert.

## Bevölkerungsentwicklung
| Villetelle: Einwohnerzahlen von 1793 bis 2020                                                                              | Villetelle: Einwohnerzahlen von 1793 bis 2020 | Villetelle: Einwohnerzahlen von 1793 bis 2020 | Villetelle: Einwohnerzahlen von 1793 bis 2020 | Villetelle: Einwohnerzahlen von 1793 bis 2020 |
| --- | --------------------------------------------- | --------------------------------------------- | --------------------------------------------- | --------------------------------------------- |
| Jahr |                                               |                                               |                                               | Einwohner                                     |
| 1793 | 1793                                          |                                               | 109                                           | 109                                           |
| 1800 | 1800                                          |                                               | 118                                           | 118                                           |
| 1806 | 1806                                          |                                               | 117                                           | 117                                           |
| 1821 | 1821                                          |                                               | 116                                           | 116                                           |
| 1831 | 1831                                          |                                               | 114                                           | 114                                           |
| 1836 | 1836                                          |                                               | 116                                           | 116                                           |
| 1841 | 1841                                          |                                               | 121                                           | 121                                           |
| 1846 | 1846                                          |                                               | 120                                           | 120                                           |
| 1851 | 1851                                          |                                               | 140                                           | 140                                           |
| 1856 | 1856                                          |                                               | 150                                           | 150                                           |
| 1861 | 1861                                          |                                               | 164                                           | 164                                           |
| 1866 | 1866                                          |                                               | 160                                           | 160                                           |
| 1872 | 1872                                          |                                               | 134                                           | 134                                           |
| 1876 | 1876                                          |                                               | 125                                           | 125                                           |
| 1881 | 1881                                          |                                               | 114                                           | 114                                           |
| 1886 | 1886                                          |                                               | 111                                           | 111                                           |
| 1891 | 1891                                          |                                               | 126                                           | 126                                           |
| 1896 | 1896                                          |                                               | 117                                           | 117                                           |
| 1901 | 1901                                          |                                               | 114                                           | 114                                           |
| 1906 | 1906                                          |                                               | 132                                           | 132                                           |
| 1911 | 1911                                          |                                               | 114                                           | 114                                           |
| 1921 | 1921                                          |                                               | 115                                           | 115                                           |
| 1926 | 1926                                          |                                               | 114                                           | 114                                           |
| 1931 | 1931                                          |                                               | 117                                           | 117                                           |
| 1936 | 1936                                          |                                               | 123                                           | 123                                           |
| 1946 | 1946                                          |                                               | 132                                           | 132                                           |
| 1954 | 1954                                          |                                               | 136                                           | 136                                           |
| 1962 | 1962                                          |                                               | 135                                           | 135                                           |
| 1968 | 1968                                          |                                               | 154                                           | 154                                           |
| 1975 | 1975                                          |                                               | 194                                           | 194                                           |
| 1982 | 1982                                          |                                               | 248                                           | 248                                           |
| 1990 | 1990                                          |                                               | 507                                           | 507                                           |
| 1999 | 1999                                          |                                               | 923                                           | 923                                           |
| 2006 | 2006                                          |                                               | 1.287                                         | 1.287                                         |
| 2013 | 2013                                          |                                               | 1.453                                         | 1.453                                         |
| 2020 | 2020                                          |                                               | 1.558                                         | 1.558                                         |
| Quelle(n): EHESS/Cassini bis 1999, INSEE ab 2006 Anmerkung(en): Ab 1962 offizielle Zahlen ohne Einwohner mit Zweitwohnsitz |                                               |                                               |                                               |                                               |

Bis in die 1970er Jahre blieb die Einwohnerzahl relativ konstant. Infolge der relativen Nähe zu Montpellier, des zunehmenden Tourismus und den vergleichsweise niedrigen Immobilienpreisen ist in Villetelle in den letzten Jahrzehnten ein deutlicher Anstieg der Bevölkerungszahlen zu verzeichnen gewesen.

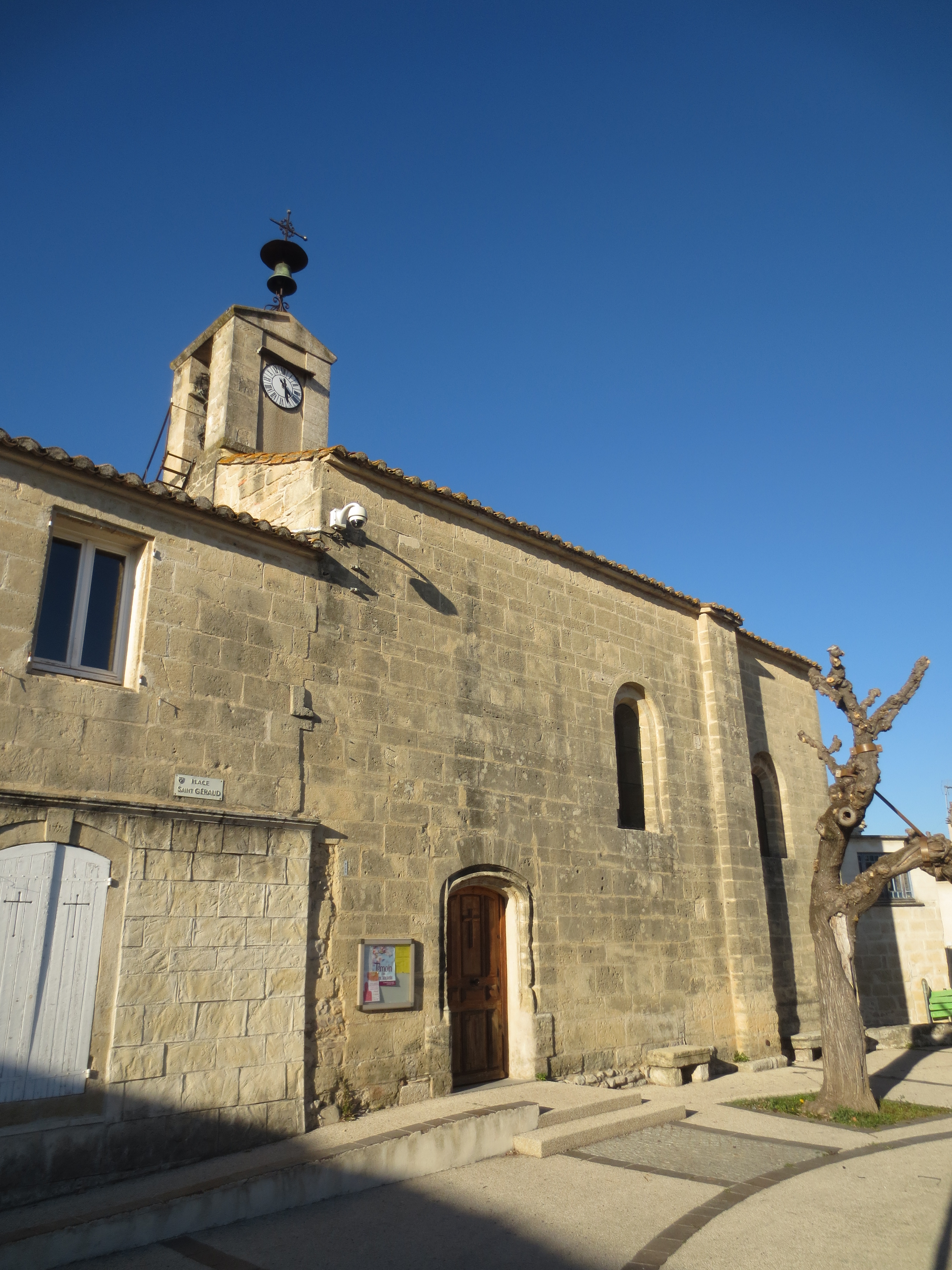
Pfarrkirche Saint-Géraud

## Sehenswürdigkeiten
- Die kleine spätromanische Pfarrkirche Saint-Géraud aus dem 12. Jahrhundert hat eine polygonal gebrochene Apsis. Der Eingang befindet sich – wie in der Region üblich – auf der Südseite; der Blick auf die Westfassade ist durch ein später angebautes Haus verstellt.
- Das Hinterland des Ortes mit seinen Weinfeldern ist ausgesprochen reizvoll. Bei klarer Sicht ist sogar der ca. 80 km (Luftlinie) entfernte Gipfel des Mont Ventoux zu sehen.
- Die Ruinen der Römersiedlung Ambrussum mit dem nahegelegenen Pont Ambroix lohnen einen Ausflug. Sie wurden im Jahr 1974 als Monument historique klassifiziert;[8] die bis zu einem Hochwasser der Vidourle im Jahr 1933 noch zweibogige Römerbrücke wurde bereits im Jahr 1840 als Monument historique klassifiziert.[9]

## Wirtschaft
Die Einwohner der Gemeinde lebten jahrhundertelang als Selbstversorger von der Landwirtschaft (Getreide, Wein, Gemüse) und ein wenig Viehzucht; die Stadt Lunel kam wegen ihrer vergleichsweise geringen Entfernung als Marktort infrage. Seit den 1960er Jahren spielt der Tourismus (Ferienwohnungen, Hotels, Restaurants etc.) eine zunehmend bedeutsamere Rolle im Wirtschaftsleben des Ortes.

## Verkehr
Die Autoroute A 9, genannt „La Languedocienne“, von Orange zur spanischen Grenze südlich von Perpignan durchquert das südliche Gemeindegebiet von Ost nach West ohne Anschlussstelle. Die nachgeordneten Departementsstraßen D 110 und D 110E1 verbinden das Zentrum der Gemeinde mit den Weilern und Nachbargemeinden.